# トブラローネ
トブラローネ、トブルローヌ （Toblerone　英語の発音：[ˈtoʊbləroʊn]；ドイツ語の発音：[tobləˈroːnə]）は、アメリカの製菓会社モンデリーズ・インターナショナル（旧：クラフトフーヅ）が保有する、スイス製のチョコレート（およびチョコレートバー）ブランドである。モンデリーズ・インターナショナルは1990年に、このブランドをジェイコブス・スシャールから買い取った。この商品はベルンで製造されている。一定の間隔で山が並ぶ三角柱の形状で有名な商品である。

## 歴史
トブラローネは、1908年にスイスのベルンでテオドール・トブラー（Theodor Tobler、1876年-1941年）により考案された。トブラーは、従兄弟のエミール・バウマン（Emil Baumann）とともに、独特な三角柱の形をしており、ヌガー、アーモンド、蜂蜜が入った当時としては斬新でユニークなチョコレートであった。この商品が考案された地を象徴するマッターホルンの高山の中に、クマの画像が隠れている。
スイスアルプスにあるマッターホルンの三角形が、トブラローネの形のインスピレーションのトブラーに与えたと広く信じられている。しかし、トブラーの息子らによれば、この形状は、トブラーが鑑賞したショーのフィナーレで、フォリー・ベルジェールのダンサーの作ったピラミッドの形状に由来している。
トブラーのチョコレートの初期の広告のうちには、国際語であるエスペラント語およびイド語で作成されたものがある。
1909年、トブラーは、ベルンにおいて、トブラローネの製造についての特許を出願した。トブラローネのブランドは1909年にベルンのスイス連邦知的財産庁にて商標登録された。
トブラーの会社は長年独立していたが、1970年、ミルカを製造するスシャールと合併し、インターフード（Interfood）を設立した。その後ジェイコブスのコーヒー会社と合併し、ジェイコブス・スシャールとなった。1990年、モンデリーズ・インターナショナル（当時のクラフトフーヅ）が、トブラローネブランドを含め、ジェイコブス・スシャールの経営権を取得した。

## 名称
トブラローネの名称は、トブラーの名前（Tobler）と、イタリア語でヌガーの一種を意味するtorroneを合成したかばん語である。

## サイズおよび種類

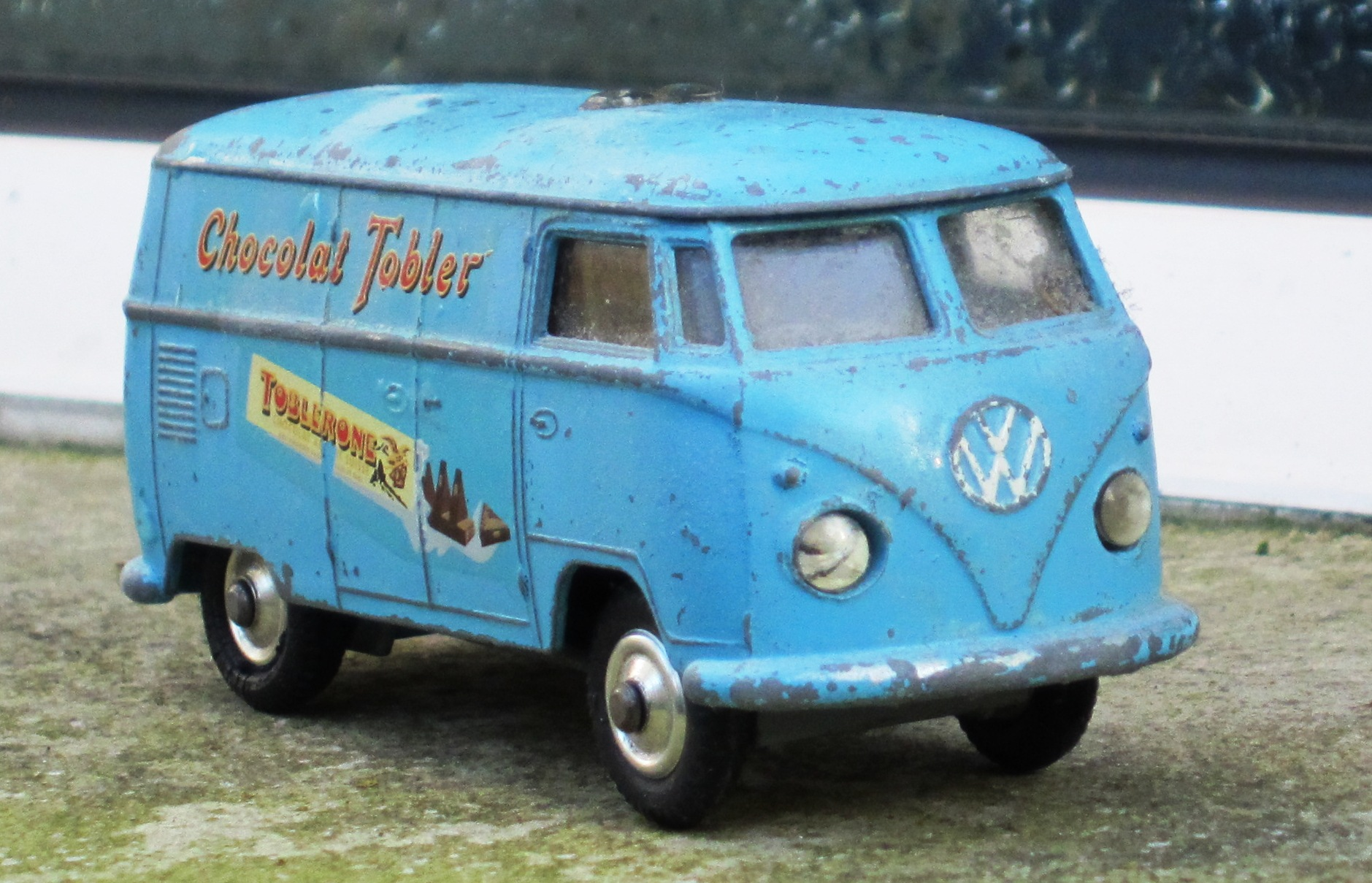
1960年代にはイメージ広告の一環として、コーギー・トイズにより、トブラローネの広告デザインが側面に施されたフォルクスワーゲン・タイプ2のミニカーが製造された。

チョコレートバーのサイズは、10センチメートルのものから1メートル近くまでのものがあるが、比例形となっている。Schott's Food & Drink Miscellanyによれば、バーのサイズと、三角柱の数は以下の通りとなっている。
| サイズ     | Tiny | Mini | 35 g | 50 g | 75 g | 100 g | 150 g | 360 g | 750 g | 4.5 kg |
| 三角柱の数 | 3    | 3    | 8    | 11   | 11   | 12    |       |       | 17    | 12     |

毎年行われるToblerone Schoggifestでは、記念日を祝って、特大のバーが製作される。バーの重さはトブラローネの考案からの年数を表しており、2008年に製作された最初の特大バーは100kgであった。
1970年代以降、下記を含む様々なバリエーションのトブラローネが製造されてきた。
プレーンチョコレート（ダークチョコレート）
1969年発売。緑色または黒色の三角形の箱入り。
ホワイトチョコレート
1973年発売。白色の三角形の箱入り。
スノートップ
三角形の頂の部分にホワイトチョコレートを乗せたもの。白色と銀色の三角形の箱入り。
フィルドエディションズ
中心部にホワイトチョコレートを入れたミルクチョコレート版。青色の三角形の箱入り。
ワンバイワン（OneByOne）
個別包装された三角形のチョコレート。
トブラローネ・プラリネズ（Toblerone Pralines）
1997年発売。単独の三角形のチョコレート。ベージュの箱入り。
フルーツアンドナッツ（Fruit and Nut）
2007年発売。半分紫色をした紙製の箱入り。
ハニカムクリスプ（Honeycomb crisp）
2009年発売。半分が白色でカルメ焼きの粒が描かれた箱入り。
クランチーソルテッドアーモンド（Crunchy Salted Almond）
蜂蜜とアーモンドのヌガーと、キャラメルを絡めた塩味のアーモンド入り。
ベルナーベーア（Berner Bär）
表面にベルンの熊とベルン市の紋章が浮き彫りになっている500グラムのミルクチョコレートバー。トブラローネのバリエーションのうち、三角形でない唯一のものである。
トブラローネトーベル（Toblerone Tobelle）
三角形の薄い板型チョコレート。ベージュの三角形の箱入り。

### 2016年のサイズ変更
2016年、英国で販売されている2種類のバーについて、三角柱どうしの間隙を広げる変更が行われた。この変更は、箱のサイズを変えることなく、バーの重量をカットして製造コストを削減するためのものであった。この変更により、400グラム（現在は360グラム）および170グラム（現在は150グラム）のバーの重量がそれぞれカットされた。この変更は好意的に受け止められず あるスコットランド議会議員がこの変更を止めるために議会に対し「統治機構としての行動」をとることを求める事態にもなった。

## 文化への影響
スイスの国境地域で広く見られる、戦車侵入防止用に一列に設置された構造物（竜の歯）が「トブラローネ・ライン」と呼ばれるのは、形状の同一性から、本製品の名称に由来しているとみられる。
1995年、スウェーデンの政治家モナ・サーリンが、リクスダーゲンより支給されたクレジットカードを利用して、すなわち税金から、トブラローネバー2個を含む私物を購入していたことが発覚した。このことは「トブラローネ問題」として知られることとなった。サーリンはこの件により次期首相候補者の地位を追われることとなったが、1998年に政界に復帰している。
マンチェスター市オックスフォードロードに所在するマンチェスター大学学生寮は、1975年頃建造され、本製品に形状が類似しているため、「トブラローネ」の名で知られている。